# Гревена (ном)
Гревена (грец. Γρεβενά) — ном в Греції, розташований в периферії Західна Македонія. Столиця — місто Гревена.

## Муніципалітети і комуни
| Муніципалітет   | YPES код | Місцева влада (якщо відрізняється) | Поштовий код | Тел. код |
| --------------- | -------- | ---------------------------------- | ------------ | -------- |
| Хасія           | 0915     | Карперо                            | 511 00       | 24620-3  |
| Дескаті         | 0905     |                                    | 512 00       | 24620-3  |
| Горгіані        | 0903     | Кіпуріо                            | 511 00       | 24620-75 |
| Гревена         | 0904     |                                    | 511 00       | 24620-2  |
| Іраклеотес      | 0907     | Айос-Георгіос                      | 510 30       | 24620-41 |
| Космас о Етолос | 0909     | Мегаро                             | 511 00       | 24620-73 |
| Теодорос Зіакас | 0908     | Мавранеї                           | 511 00       | 24620-83 |
| Вентзіо         | 0902     | Кніді                              | 511 00       | 24620-91 |
| Комуна          | YPES код | Місцева влада (якщо відрізняється) | Поштовий код | Тел. код |
| Авделла         | 0901     |                                    | 401 00       | 24920-23 |
| Доціко          | 0906     |                                    | 411 00       | 24620-25 |
| Філіппеї        | 0914     |                                    | 511 00       | 24620-2  |
| Месолурі        | 0910     |                                    | 510 32       | 24620-2  |
| Періволі        | 0911     |                                    | 511 00       | 24620-80 |
| Самаріна        | 0912     |                                    | 511 00       | -        |
| Сміксі          | 0913     |                                    | 401 00       | 24920-22 |

| Греція | Це незавершена стаття з географії Греції. Ви можете допомогти проєкту, виправивши або дописавши її. |